# Трахтенберг, Иосиф Адольфович
Иосиф Адольфович Трахтенберг (15 (27) января 1883 — 5 сентября 1960) — советский экономист и педагог, специалист в области денежного обращения и кредита, теории и истории экономических кризисов в капиталистических странах. Действительный член АН СССР (1939).

## Биография
В 1912 году с золотой медалью окончил Томский университет.
С 1914 года преподавал в Харькове; был профессором политической экономии в Харьковском университете и коммерческом институте. Марксистом стал до 1917 года, но в коммунистическую партию никогда не вступал.
В 1920-е годы работал в Госплане РСФСР и СССР, в Центральном статистическом управлении. В 1922 в качестве эксперта участвовал в Генуэзской конференции. В феврале 1930 года был назначен членом Правления Госбанка СССР, но к исполнению обязанностей не приступал. 
С 1921 по 1949 годы преподавал в вузах и работал в научно-исследовательских институтах Москвы. В 1921—1925 был профессором кафедры теоретической экономики факультета общественных наук, а с 1925 года (время окончания преподавания неизвестно) — профессором факультета советского права Московского университета. С 1931 года работал в Институте мирового хозяйства и мировой политики, Институте экономики (с 1947 года), Институте мировой экономики и международных отношений, Московском финансовом институте (преподавал и руководил аспирантами). Входил в ученый совет МФЭИ.
Внештатный консультант группы денежного обращения НКФ СССР в период подготовки и проведения денежной реформы 1947 года.

## Награды
- орден Ленина (27.03.1954)
- орден Трудового Красного Знамени (10.06.1945)

## Публикации
- Кредитно-денежный кризис, в кн.: Современный кредитный кризис. М., 1932
- Организация и техника работы иностранных банков, 1944
- Военное хозяйство капиталистических стран и переход к мирной экономике / под ред. И. А. Трахтенберга — М.: Госпланиздат, 1947.
- Бумажные деньги. Очерки теории денег и денежного обращения. — Харьков: Союз, 1948
- Капиталистическое воспроизводство и экономические кризисы, 2 изд., М., 1954 (недоступная ссылка)
- Кредитно-денежная система капитализма после второй мировой войны. —  М.: АН СССР, 1954
- Денежное обращение и кредит при капитализме, 1962.
- Денежные кризисы (1821—1938 гг.). 2-е изд., испр. — М.: Изд-во АН СССР, 1963.
- Денежное обращение и кредит при капитализме. — М.: Изд-во АН СССР, 1962. — 783 c.